# Vicente C. Manuel

Wappen von Vicente C. Manuel

Vicente C. Manuel (* 18. November 1938 in Calintaan, Kanlurang Mindoro, Philippinen; † 18. August 2007 in Quezon City, Philippinen) war römisch-katholischer Apostolischer Vikar von San Jose in Mindoro auf den Philippinen.

## Leben
Vicente C. Manuel studierte von 1954 bis 1958 Philosophie im Christ the King Seminary, trat der Ordensgemeinschaft der Steyler Missionare (SVD) bei und studierte in deren Priesterseminar in Quezon-Stadt von 1959 bis 1963 Theologie. Von 1965 bis 1968 studierte er Sozialwissenschaften in Tagaytay-Stadt und empfing dort auch am 1. Dezember 1968 die Priesterweihe. Anschließend war er von 1969 bis 1972 nationaler Seelsorger der Federation of Free Farmers (FFF), einer Partnerschaft des Staates und der Bauern zur Umsetzung der Agrarreform auf den Philippinen. Von 1973 bis 1976 war er Präfekt für die Pastoralarbeit der Steyler Missionare. Von 1977 bis 1980 absolvierte er ein Aufbaustudium an der Päpstlichen Universität Gregoriana in Rom. Nach seiner Rückkehr 1980 war er Direktor des sozialen Programms der SVD in Manila und zudem deren dortiger Provinzial.
1983 wurde er von Johannes Paul II. zum Apostolischen Vikar des Apostolischen Vikariats San Jose in Mindoro auf den Philippinen bestellt und zum Titularbischof von Albulae ernannt. Die Bischofsweihe spendete ihm Bruno Torpigliani am 29. Juni 1983 in Quezon-Stadt. Manuel war Vorsitzender der Apostolischen Missionskommission (ECM) der Bischofskonferenz der Philippinen (CBCP); 2003 hatte er den Vorsitz der ersten nationalen philippinischen Missionskonferenz in Cebu City inne. Er war Mitbegründer der „The Philippines Association of Catholic Missiologists (PACM)“ im Jahr 2000; 2000 wurde auch seinem Rücktrittsgesuch von Johannes Paul II. zugestimmt. Anschließend war Manuel in der Seelsorge in Cebu tätig.
Vicente C. Manuel starb im August 2007 im Alter von 68 Jahren an einem Krebsleiden.

## Nachweise
1. ↑  „The Philippines Association of Catholic Missiologists (PACM) is born“ (Memento vom 28. August 2007 im Internet Archive) International Association of Catholic Missiologists, 2000